# Ulrich Dürrenmatt

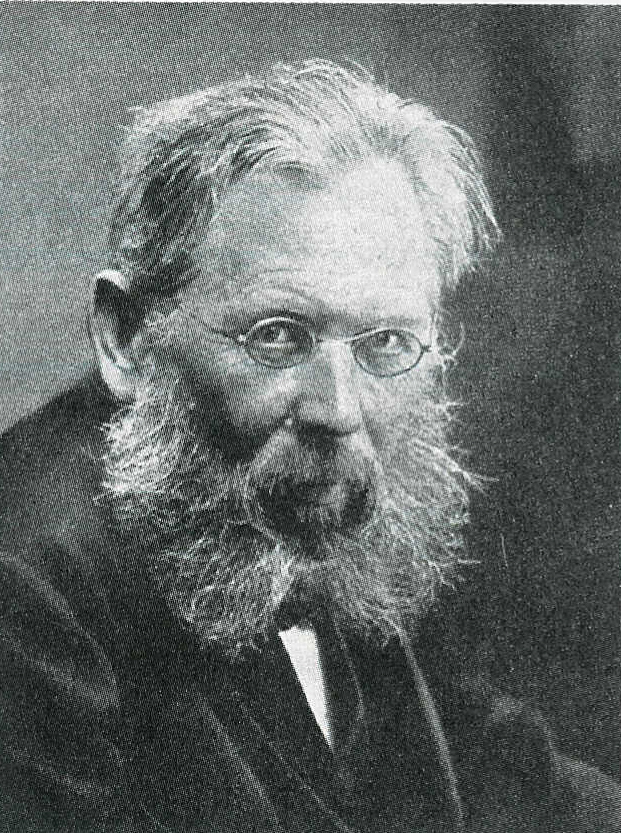
Ulrich Dürrenmatt

Ulrich Dürrenmatt (* 20. April 1849 in Schwandacker, Gemeinde Guggisberg; † 27. Juli 1908 in Herzogenbuchsee) war ein schweizerischer konservativer Journalist und Politiker im Kanton Bern. Er ist der Vater von Hugo Dürrenmatt sowie der Grossvater von Peter Dürrenmatt und Friedrich Dürrenmatt.

## Leben
Ulrich Dürrenmatt war ein Sohn von Christian Dürrenmatt (* 17. Oktober 1802 in Krachen, Gemeinde Guggisberg) und dessen Ehefrau Anna Zbinden (* 25. April 1808).
Nach dem Besuch des Lehrerseminars in Münchenbuchsee war Dürrenmatt zunächst als Lehrer in Rüschegg und Bern tätig, bildete sich dann zum Sekundarlehrer weiter und wirkte als solcher in Delsberg, Frauenfeld und Thun. Von 1880 bis 1908 war er Redaktor der konservativen Berner Volkszeitung mit Sitz in Herzogenbuchsee, der so genannten «Buchsizeitung».
1882 half er bei der Gründung der konservativen Bernischen Volkspartei, die er von 1899 bis 1905 im Gemeinderat von Herzogenbuchsee, von 1886 bis 1908 im Kantonsparlament und von 1902 bis 1908 im Schweizerischen Nationalrat vertrat. 1874 bekämpfte er in einem Referendum ein geplantes liberales Schulkonzept. Er war 1893 führend an der Kampagne zugunsten der Volksinitiative für das Verbot des Schächtens beteiligt. Im selben Jahr lehnte er einen Artikel zur Sozialpolitik im Rahmen einer neuen kantonalen Verfassung mit dem Argument ab, das hiesse, die sozialistische Theorie, nach der Eigentum Diebstahl sei, in der Verfassung festzuschreiben.
In Dürrenmatts konservativem Weltbild bildete der Antisemitismus eine feste Grösse. Er sah in den Juden eine «Race, … die im Kleinsten wie im Größten nur zwei Triebe kennt: den Christenhaß und den Goldhunger» und vertrat die Ansicht: «Wenn Rothschild und Konsorten wollen, dann marschieren die Armeen und dampfen die Flotten.»
Dürrenmatt war ein Vorkämpfer für den öffentlichen Gebrauch der berndeutschen Mundart und wurde bekannt für seine zum Teil in Mundart gehaltenen politischen Gedichte. Jede Nummer der Buchsizeitung versah er mit einem aktuellen «Titelgedicht». Diese Gedichte trugen wesentlich zu der u. a. von Gottfried Strasser vorbereiteten Berndeutschbewegung nach der Wende zum 20. Jahrhundert bei.
Friedrich Dürrenmatt charakterisierte seinen Großvater in Mondfinsternis folgendermassen:

«Ein seltsamer, einsamer und eigensinniger Rebell: klein, gebückt, bärtig, bebrillt, mit scharfen Augen, ein Berner, der eine eigene Zeitung herausgab; der den Freisinn, den Sozialismus und die Juden hasste; auf den kein politisches Klischee passte und der für eine christliche, föderalistische, bäuerliche Schweiz kämpfte, zu einer Zeit, als sie sich anschickte, ein moderner Industriestaat zu werden, ein politisches Unikum, dessen Titelgedichte berühmt waren und von einer Schärfe, die man heute selten wagte.»